# Tipula cinereicolor
Tipula cinereicolor är en tvåvingeart som beskrevs av Pierre 1924. Tipula cinereicolor ingår i släktet Tipula och familjen storharkrankar. Inga underarter finns listade i Catalogue of Life.